# Thinking with Time Machine
Thinking with Time Machine é uma modificação de Portal 2 feita para um jogador e desenvolvida por Ruslan Rybka, também conhecido como Stridemann, e lançado pelo SignHead Studio. O mod foi originalmente lançado no dia em 18 de abril de 2014 para os sistemas Microsoft Windows, OS X e Linux, e foi disponibilizado gratuitamente para usuários que possuem Portal 2 no Steam.

## Jogabilidade
Da mesma forma que acontece no jogo Portal, Thinking with Time Machine fornece ao jogador a arma de portais e os coloca nos mesmos ambientes com muitos elementos exatamente iguais aos presentes nas câmaras de teste. No entanto, o jogador agora também possui um dispositivo conhecido como "máquina do tempo". O dispositivo permite que o jogador grave seus movimentos e, na sequência, convoque uma duplicata do jogador que executa esses movimentos.
A maioria dos elementos de teste de Portal 2 foi inclusa no mod, e novos elementos são mostrados através de um quadro de instruções. Por exemplo, ele ensina ao jogador que se agachar como um clone fará com que o personagem pule mais tarde. Se o clone parar de se agachar quando o personagem o estiver fazendo, eles ganham um ligeiro impulso para cima e podem pular mais alto.

## Recepção
Alice O'Connor, escrevendo para o Rock, Paper, Shotgun, disse em sua análise sobre o Thinking with Time Machine: "Para aqueles que não têm algumas qualidades sociais, talvez seja o mais próximo de conseguir jogar Portal 2 cooperativamente".